# Nick Jacobson
Nicholas Jacobson (* 25. Oktober 1980) ist ein ehemaliger US-amerikanischer Basketballspieler.

## Werdegang
Der aus Fargo im US-Bundesstaat North Dakota stammende, 1,92 Meter große Shooting Guard spielte an der Roseville Area High School in Minnesota. Von 2000 bis 2004 war er Spieler und Student an der University of Utah. Er wurde dort in 127 Spielen eingesetzt und kam auf 12,7 Punkte je Begegnung (Höchstwert: 16,5 Punkte/Spiel in der Saison 2003/04). Seine 287 erzielten Dreipunktewürfe beförderten ihn in der ewigen Bestenliste der Hochschulmannschaft auf den ersten Rang.
Jacobson begann seine Laufbahn als Berufsbasketballspieler beim türkischen Erstligisten Galatasaray Istanbul, für den er in der Saison 2004/05 in 26 Ligaeinsätzen im Durchschnitt 14,2 Punkte erzielte. Von 2005 bis 2007 stand er bei den Eisbären Bremerhaven in der deutschen Basketball-Bundesliga unter Vertrag: Mit den Eisbären erreichte er 2006 das Halbfinale um die deutsche Meisterschaft, Jacobson gehörte mit 15,1 Punkten je Begegnung und 93 getroffenen Dreipunktewürfen zu den Leistungsträgern der Bremerhavener Mannschaft. Im Spieljahr 2006/07 stieß er mit den Eisbären ins Bundesliga-Viertelfinale vor, er kam im Saisonverlauf auf 13,1 Punkte je Partie und 84 erfolgreiche Dreipunktewürfe.
2007/08 stand er bei Euphony Bree in Belgien und 2008/09 bei Helios Domžale in Slowenien unter Vertrag. Im Spieljahr 2009/10 spielte der US-Amerikaner für Spirou Charleroi in Belgien, mit der Mannschaft nahm er neben den Ligaspielen auch am Europapokalwettbewerb EuroCup teil. Jacobson wurde mit Charleroi 2010 belgischer Meister. Im Dezember 2010 bestritt er ein Bundesliga-Spiel für die Gießen 46ers. Der bis Januar 2011 befristete Vertrag mit den Mittelhessen wurde anschließend wegen einer Verletzung aufgelöst.